# 包る者 (クルアーン)
『包る者』とは、クルアーンにおける第74番目の章（スーラ）。56の節（アーヤ）から成る。マッカ啓示に分類される。

## 内容
冒頭の「（大衣に）包る者よ」に因んでこの題名が付けられている。
不信心者たちに対する警告が述べられる。
なお、最初にムハンマドが受けた啓示として、研究者によって幾つかの章が想定されているが、この章はその一つである。